# Почтовые индексы в Сингапуре

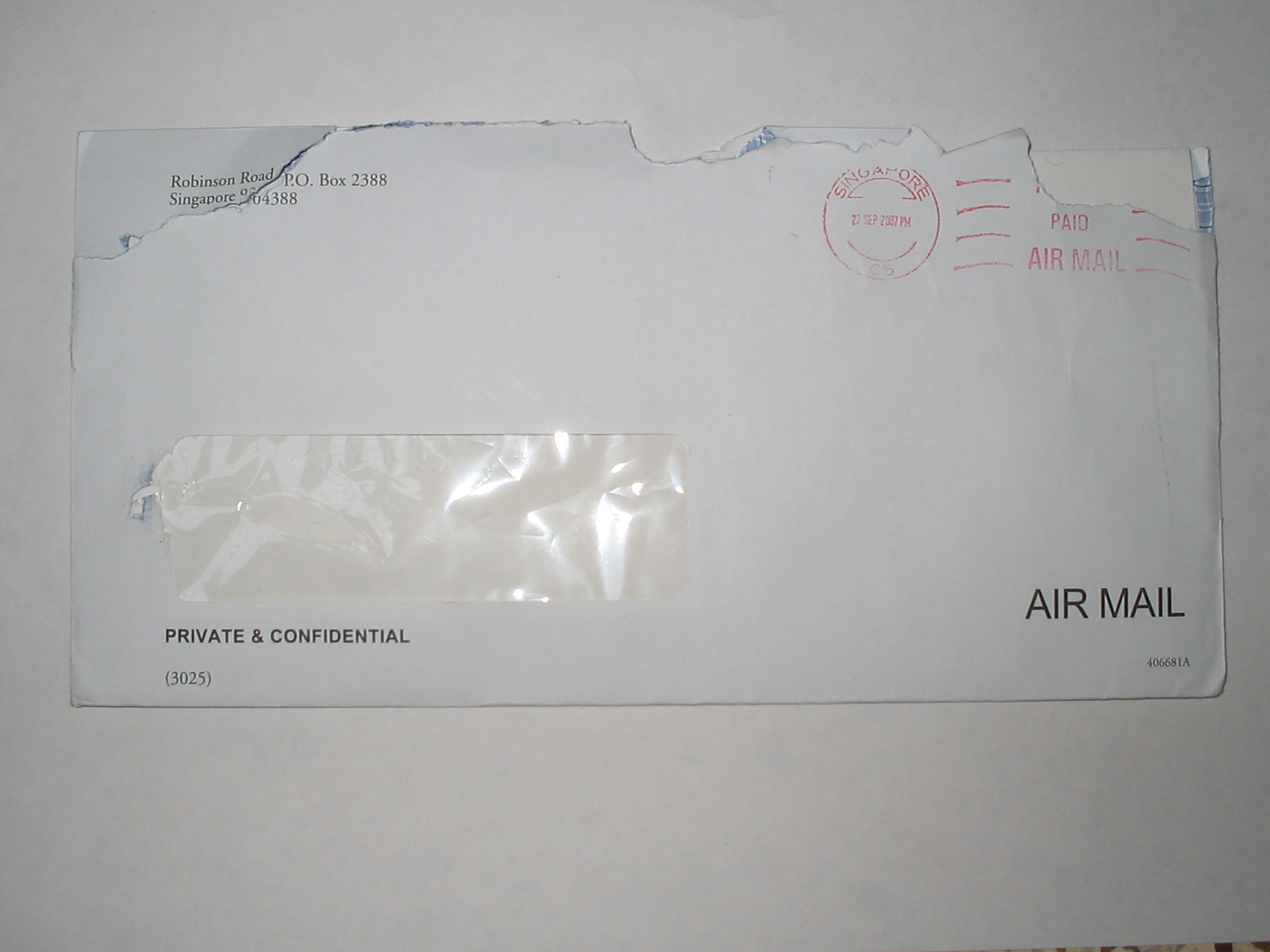
Пример почтового отправления Сингапура с шестизначным почтовым индексом в адресе отправителя — 904388 (в верхнем правом углу)

Почтовые индексы в Сингапуре с 1995 года являются шестизначными, сменив четырёхзначную систему, введённую в 1979 году. Почтовая индексация Сингапура находится в ведении Singapore Post.

## История
В 1950 году у почтовой связи Сингапура появилась двухзначная система почтовых индексов, в соответствии с которой территория Сингапура была поделена на 28 почтовых округов. При этом каждому округу был присвоен номер, к примеру, район улицы Очард-Роуд (англ. Orchard Road) находился в 9-м округе.
277 Orchard Road

Singapore 9
Быстрые темпы роста промышленности, жилищного строительства и урбанизации привели к увеличению объёмов пересылки почты. Вследствие этого в 1979 году 28 почтовых округов были дополнительно поделены на 81 сектор, из-за чего двухзначная система почтовых индексов стала четырёхзначной. При этом последние две цифры индекса означали номер сектора в каждом округе.
277 Orchard Road

Singapore 0923
1 сентября 1995 года была введена шестизначная система индексации. Шестизначные почтовые индексы предназначались для механической сортировки почтовых отправлений по последовательности доставки, то есть порядка доставки корреспонденции.
Несмотря на то, что прежние 28 округов больше не использовались Singapore Post, в обиходе они по-прежнему распространены для указания местонахождение продаваемых или арендуемых объектов недвижимости.

## Описание
По новой системе каждому дому или зданию присваивается уникальный шестизначный почтовый индекс. Первые две цифры означают сектор из последних двух цифр прежнего четырёхзначного индекса. Последние четыре цифры определяют пункт доставки в пределах сектора, то есть дом или здание, например:
56 англ. Tanglin Road

Singapore 247964,
где 24 — индекс сектора; 7964 — пункт доставки, то есть дом или здание;
277 Orchard Road

Singapore 238858,
где 23 — почтовый сектор, а 8858 — номер здания.
Что касается жилых зданий Совета по жилищному строительству и застройке (англ. Housing and Development Board; HDB), номер здания включён в почтовый индекс, например:
Blk 335 Smith Street 

Singapore 050335
Жилые здания Совета по жилищному строительству и застройке, имеющие один и тот же номер в одном и том же почтовом секторе, различаются в почтовых индексах, например, следующим образом:
Blk 110 англ. Simei Street 1

Singapore 520110

Blk 110 англ. Tampines Street 11 

Singapore 521110
Почтовые индексы для частных жилых, коммерческих и промышленных домов и зданий присваиваются, исходя из алфавитной последовательности названий улиц в каждом секторе. Это означает, что кодовые обозначения по конкретному почтовому сектору присваивались вначале домам и зданиям, расположенным на улицах, названия которых начинаются с буквы «A», затем с «B» и т. д. Почтовые индексы таких объектов недвижимости не содержат соответствующих номеров дома или здания в индексе. Такая же система применяется и в отношении промышленных и коммерческих зданий Совета по жилищному строительству и застройке.

## Округа и секторы
В таблице ниже перечислены почтовые округа (бывшие) и секторы, на которые подразделяется территория Сингапура и номера которых использованы в почтовой индексации страны:
| Почтовый округ | Почтовый сектор (первые две цифры шестизначных почтовых индексов) | Общее местонахождение                                            |
| -------------- | ----------------------------------------------------------------- | ---------------------------------------------------------------- |
| 01             | 01, 02, 03, 04, 05, 06                                            | англ. Raffles Place, Cecil, Marina, People’s Park                |
| 02             | 07, 08                                                            | Anson, англ. Tanjong Pagar                                       |
| 03             | 14, 15, 16                                                        | Queenstown, Tiong Bahru                                          |
| 04             | 09, 10                                                            | Telok Blangah, англ. HarbourFront                                |
| 05             | 11, 12, 13                                                        | англ. Pasir Panjang, Hong Leong Garden, англ. Clementi New Town  |
| 06             | 17                                                                | High Street, Beach Road (часть)                                  |
| 07             | 18, 19                                                            | Middle Road, Golden Mile                                         |
| 08             | 20, 21                                                            | Малая Индия (Little India)                                       |
| 09             | 22, 23                                                            | Orchard, Cairnhill, River Valley                                 |
| 10             | 24, 25, 26, 27                                                    | Ardmore, Букит-Тимах (Bukit Timah), Holland Road, англ. Tanglin  |
| 11             | 28, 29, 30                                                        | Watten Estate, Новена (Novena), Thomson                          |
| 12             | 31, 32, 33                                                        | Balestier, англ. Toa Payoh, англ. Serangoon                      |
| 13             | 34, 35, 36, 37                                                    | MacPherson, Braddell                                             |
| 14             | 38, 39, 40, 41                                                    | англ. Geylang, Eunos                                             |
| 15             | 42, 43, 44, 45                                                    | англ. Katong, англ. Joo Chiat, Amber Road                        |
| 16             | 46, 47, 48                                                        | англ. Bedok, Upper East Coast, Eastwood, Kew Drive               |
| 17             | 49, 50, 81                                                        | Loyang, Чанги (Changi)                                           |
| 18             | 51, 52                                                            | англ. Tampines, англ. Pasir Ris                                  |
| 19             | 53, 54, 55, 82                                                    | англ. Serangoon Gardens, англ. Hougang, англ. Ponggol            |
| 20             | 56, 57                                                            | англ. Bishan, англ. Ang Mo Kio                                   |
| 21             | 58, 59                                                            | Upper Bukit Timah, Clementi Park, Ulu Pandan                     |
| 22             | 60, 61, 62, 63, 64                                                | англ. Jurong                                                     |
| 23             | 65, 66, 67, 68                                                    | Hillview, Dairy Farm, {{:en:Bukit Panjang}}, англ. Choa Chu Kang |
| 24             | 69, 70, 71                                                        | англ. Lim Chu Kang, Tengah                                       |
| 25             | 72, 73                                                            | англ. Kranji, Woodgrove, Woodlands                               |
| 26             | 77, 78                                                            | Upper Thomson, Springleaf                                        |
| 27             | 75, 76                                                            | англ. Yishun, англ. Sembawang                                    |
| 28             | 79, 80                                                            | англ. Seletar                                                    |